# Хачиун
Хачиун (1166? — ?) — один из младших братьев Чингисхана.

## Биография
Хачиун был третьим ребёнком Есугея и Оэлун (у Есугея была и другая жена — Сочигэл). «Сокровенное сказание монголов» повествует, что «когда Тэмуджину было 9 лет от роду, Хачиуну было пять лет». В детстве он получил приставку к имени «алчи» и потому упоминается как Хачиун-алчи, или Алчидай (уменьшительно-ласкательное от «алчи»). Возможно, имел сына, которого звали Илчидэй (Илжигдэй).
Хачиун упоминается в источниках среди тех, кто бежал вместе с Тэмуджином во время нападения меркитов на их семейное стойбище, когда была пленена Бортэ (жена Тэмуджина).
Если другие братья Тэмүджина, Хасар и Тэмуге, часто упоминаются в Сокровенном сказании как сподвижники старшего брата, то упоминания о Хачиуне редки, причем не только в повествованиях о политических и государственных делах, но и в бытовых диалогах. Поэтому существует мнение, что судя по всему, Хачиун умер рано, так как в хрониках, описывающих более поздние деяния Чингисхана, он не упоминается. Хотя, например, в 1207 году он был ещё жив: когда будучи уже полноправным правителем всей Монголии, Чингисхан обустраивал государственные дела, то Хачиун получил владения и подданных от старшего брата седьмым по иерархии после матери Оэлун и младшего брата Тэмуге (в качестве одной семьи), 4 сыновей Тэмуджина и брата Хасара, в этом порядке.
Внук Качиуна сын Алчидая (Илджитая, Элчжигитая) Аргасун участвовал в западном походе монголов и вместе с Гуюком и Бури вступил в словесный конфликт с Батыем.

## В культуре
Хачиун стал персонажем романа И. К. Калашникова «Жестокий век» (1978).